# اوگه، فوکوئوکا
اوگه، فوکوئوکا (به لاتین: Kōge, Fukuoka) یک منطقهٔ مسکونی در ژاپن است که در استان فوکوئوکا واقع شده‌است. اوگه  ۷٬۳۸۲ نفر جمعیت دارد.